# Diomedes Cato
Diomedes Cato, né entre 1560 et 1565 en république de Venise et mort après 1619, est un compositeur et luthiste vénitien, qui a passé la plus grande partie de sa vie en Pologne. Il est principalement connu pour sa musique instrumentale. Son style se situe entre Renaissance tardive et début de la période baroque ; il s'inspire de la musique populaire polonaise. Il est l'un des premiers compositeurs nés en Italie à se rendre en Suède.

## Biographie
Né dans la région de Trévise entre 1560 et 1565 (peut-être à Serravale, où son père a été professeur), sa famille, protestante, quitte la république vers 1565 pour échapper à l'Inquisition, et s'installe en Pologne. Il reçoit son éducation musicale à Cracovie. En 1588, il est recruté comme luthiste à la cour du roi Sigismond III de Pologne, poste qu'il conserve jusqu'en 1593. En 1591, il compose pour le mariage de Jan Kostka au château de Świecie ; il est possible que la famille Kostka ait été son mécène, puisque Stanisław Kostka lui fait un legs important en 1602. 
En 1593-1594, il se rend en Suède avec le roi Sigismond ; il y jouit d'une grande réputation en tant que compositeur et luthiste. En 1600, il est encore le compositeur italien le plus connu en Suède. Certaines de ses pièces, notamment quelques danses polonaises, ne survivent que dans des copies retrouvées en Suède. D'après au moins une source, il est toujours en activité en 1619. 